# Hupperdange
Hupperdange (franska) (luxemburgiska: Hëpperdang lyssna (fil), tyska: Hüpperdingen) är en ort i kantonen Clervaux i norra Luxemburg. Den ligger i kommunen Clervaux, cirka 54 kilometer norr om staden Luxemburg. Orten har 365 invånare (2022).
Orten tillhörde före den 5 december 2011 kommunen Heinerscheid.